# آنوهانا: گلی که آن روز دیدیم
|-
! مانگا
آنوهانا: گلی که آن روز دیدیم (به ژاپنی: あの日見た花の名前を僕達はまだ知らない。 Ano Hi Mita Hana no Namae o Bokutachi wa Mada Shiranai) (ترجمه تحت‌الفظی: «ما هنوز اسم گلی که آن روز دیدیم را نمی‌دانیم») یک مجموعه تلویزیونی انیمه ژاپنی به کارگردانی تاتسویوکی ناگای و نوشته شده توسط ماری اوکادا و تولید استودیو ای-۱ پیکچرز است. پخش این انیمه ۱۱ قسمتی از ۱۴ آوریل ۲۰۱۱ در شبکهٔ فوجی تلویژن شروع شد و در ۲۳ ژوئن ۲۰۱۱ به پایان رسید. بر اساس این مجموعه انیمه، یک سری مانگای ۳ جلدی نیز به طراحی میتسو ایزومی، توسط انتشارات شوئیشا از آوریل ۲۰۱۲ تا مارس ۲۰۱۳ در مجلهٔ جامپ اسکوئر به چاپ رسید.
همچنین یک فیلم سینمایی انیمه‌ای به کارگردانی تاتسویوکی ناگای در ۳۱ اوت ۲۰۱۳ در ژاپن به اکران رسید.